# PLFA I 2015
La PLFA I 2015 è l'8ª edizione del campionato di football americano di secondo livello, organizzato dalla PZFA.

## Squadre partecipanti
| Club               | Città       | Stadio | Sponsor ufficiale | Risultato nella stagione 2014 |
| ------------------ | ----------- | ------ | ----------------- | ----------------------------- |
| Angels Toruń       | Toruń       |        |                   |                               |
| Cougars Szczecin   | Stettino    |        |                   |                               |
| Crusaders Warszawa | Varsavia    |        |                   |                               |
| Kraków Kings       | Cracovia    |        |                   |                               |
| Saints Częstochowa | Częstochowa |        |                   |                               |
| Seahawks Sopot     | Sopot       |        |                   |                               |
| Silesia Rebels     | Katowice    |        |                   |                               |
| Tychy Falcons      | Tychy       |        |                   |                               |
| Tytani Lublin      | Lublino     |        |                   |                               |
| Wilki Łódzkie      | Łódź        |        |                   |                               |

## Stagione regolare

### Calendario

#### 1ª giornata
| Cracovia 28 marzo 2015, ore 13:00 | Kraków Kings | 38 – 6 (14-0 14-0 10-6 0-0) referto | Tytani Lublin | Stadion DTS Tramwaj (600 spett.)\| Arbitro: \| Wiśnicki \| |
| Arbitro:                          | Wiśnicki     |                                     |               |                                                            |

| Danzica 28 marzo 2015, ore 13:00 | Seahawks Sopot | 49 – 0 (21-0 21-0 7-0 0-0) referto | Wilki Łódzkie | Stadion Rugby AWF (300 spett.)\| Arbitro: \| Jurzyk \| |
| Arbitro:                         | Jurzyk         |                                    |               |                                                        |

#### 2ª giornata
| Łódź 11 aprile 2015, ore 13:00 | Wilki Łódzkie | 27 – 23 (0-9 15-12 0-2 12-0) referto | Cougars Szczecin | Stadion Łodzianki (700 spett.)\| Arbitro: \| Karaś \| |
| Arbitro:                       | Karaś         |                                      |                  |                                                       |

| Toruń 11 aprile 2015, ore 15:00 | Angels Toruń | 7 – 50 (7-14 0-28 0-8 0-0) referto | Seahawks Sopot | Stadion Miejski (650 spett.)\| Arbitro: \| Wiśnicki \| |
| Arbitro:                        | Wiśnicki     |                                    |                |                                                        |

| Tychy 12 aprile 2015, ore 14:00 | Tychy Falcons | 19 – 2 (19-0 0-0 0-0 0-2) referto | Saints Częstochowa | Zespół Boisk Piłkarskich im. Alfreda Potrawy MOSIR (400 spett.)\| Arbitro: \| Jurzyk \| |
| Arbitro:                        | Jurzyk        |                                   |                    |                                                                                         |

| Lublino 12 aprile 2015, ore 14:00 | Tytani Lublin | 22 – 27 (0-14 8-0 0-13 14-0) referto | Silesia Rebels | boisko boczne przy Arenie Lublin (500 spett.)\| Arbitro: \| Ratajczak \| |
| Arbitro:                          | Ratajczak     |                                      |                |                                                                          |

#### 3ª giornata
| Częstochowa 18 aprile 2015, ore 14:00 | Saints Częstochowa | 12 – 13 (6-0 0-6 0-0 6-7) referto | Tytani Lublin | Miejski Stadion Lekkoatletyczny (300 spett.)\| Arbitro: \| Jurzyk \| |
| Arbitro:                              | Jurzyk             |                                   |               |                                                                      |

| Varsavia 18 aprile 2015, ore 19:30 | Crusaders Warszawa | 7 – 20 (7-0 0-6 0-7 0-7) referto | Cougars Szczecin | DOSIR Praga Północ (300 spett.)\| Arbitro: \| Radziński \| |
| Arbitro:                           | Radziński          |                                  |                  |                                                            |

| Danzica 19 aprile 2015, ore 13:00 | Seahawks Sopot | 64 – 7 (28-0 14-0 7-7 15-0) referto | Angels Toruń | Stadion Rugby AWF (100 spett.)\| Arbitro: \| Karaś \| |
| Arbitro:                          | Karaś          |                                     |              |                                                       |

| Cracovia 19 aprile 2015, ore 16:00 | Kraków Kings | 27 – 28 (14-0 7-12 0-0 6-16) referto | Tychy Falcons | Stadion DTS Tramwaj (400 spett.)\| Arbitro: \| Żołądek \| |
| Arbitro:                           | Żołądek      |                                      |               |                                                           |

#### 4ª giornata
| Stettino 25 aprile 2015, ore 12:00 | Cougars Szczecin | 0 – 7 (0-0 0-0 0-0 0-7) referto | Angels Toruń | MOSRiR Szczecin (400 spett.)\| Arbitro: \| Żołądek \| |
| Arbitro:                           | Żołądek          |                                 |              |                                                       |

| Katowice 25 aprile 2015, ore 17:00 | Silesia Rebels | 20 – 41 (7-7 13-6 0-14 0-14) referto | Kraków Kings | Boisko Piłkarskie Rapid (250 spett.)\| Arbitro: \| Walentynowicz \| |
| Arbitro:                           | Walentynowicz  |                                      |              |                                                                     |

| Pabianice 26 aprile 2015, ore 13:00 | Wilki Łódzkie | 8 – 30 (0-10 8-13 0-0 0-7) referto | Crusaders Warszawa | PTC (300 spett.)\| Arbitro: \| Ratajczak \| |
| Arbitro:                            | Ratajczak     |                                    |                    |                                             |

| Lublino 26 aprile 2015, ore 14:00 | Tytani Lublin | 12 – 34 (0-13 0-15 12-6 0-0) referto | Tychy Falcons | boisko boczne przy Arenie Lublin (350 spett.)\| Arbitro: \| Stoma \| |
| Arbitro:                          | Stoma         |                                      |               |                                                                      |

#### 5ª giornata
| Toruń 9 maggio 2015, ore 20:00 | Angels Toruń | 6 – 12 (0-0 0-6 6-0 0-6) referto | Crusaders Warszawa | MOSiR (500 spett.)\| Arbitro: \| Radziński \| |
| Arbitro:                       | Radziński    |                                  |                    |                                               |

| Tychy 10 maggio 2015, ore 14:00 | Tychy Falcons | 6 – 34 (0-13 0-0 0-14 6-7) referto | Kraków Kings | Zespół Boisk Piłkarskich im. Alfreda Potrawy (300 spett.)\| Arbitro: \| Jurzyk \| |
| Arbitro:                        | Jurzyk        |                                    |              |                                                                                   |

| Częstochowa 10 maggio 2015, ore 15:00 | Saints Częstochowa | 30 – 24 (d.t.s.) (8-6 0-15 8-3 8-0 6-0) referto | Silesia Rebels | Miejski Stadion Lekkoatletyczny (300 spett.)\| Arbitro: \| Karaś \| |
| Arbitro:                              | Karaś              |                                                 |                |                                                                     |

#### 6ª giornata
| Danzica 16 maggio 2015, ore 13:00 | Seahawks Sopot | 56 – 21 (22-7 20-7 14-0 0-14) referto | Cougars Szczecin | Stadion Rugby AWF (100 spett.)\| Arbitro: \| Jurzyk \| |
| Arbitro:                          | Jurzyk         |                                       |                  |                                                        |

| Będzin 16 maggio 2015, ore 16:30 | Silesia Rebels | 27 – 19 (3-0 18-13 0-6 6-0) referto | Tytani Lublin | OSIR Będzin (100 spett.)\| Arbitro: \| Karaś \| |
| Arbitro:                         | Karaś          |                                     |               |                                                 |

| Varsavia 16 maggio 2015, ore 17:30 | Crusaders Warszawa | 17 – 26 (7-0 3-0 7-13 0-13) referto | Wilki Łódzkie | DOSIR Praga Północ (300 spett.)\| Arbitro: \| Ratajczak \| |
| Arbitro:                           | Ratajczak          |                                     |               |                                                            |

| Cracovia 17 maggio 2015, ore 14:00 | Kraków Kings | 13 – 0 (0-0 0-0 13-0 0-0) referto | Saints Częstochowa | Stadion DTS Tramwaj (250 spett.)\| Arbitro: \| Wiśnicki \| |
| Arbitro:                           | Wiśnicki     |                                   |                    |                                                            |

#### 7ª giornata
| Stettino 23 maggio 2015, ore 12:00 | Cougars Szczecin | 14 – 31 (6-13 6-12 2-0 0-6) referto | Seahawks Sopot | MOSRiR Szczecin (250 spett.)\| Arbitro: \| Karaś \| |
| Arbitro:                           | Karaś            |                                     |                |                                                     |

| Częstochowa 24 maggio 2015, ore 14:00 | Saints Częstochowa | 6 – 34 (0-6 6-16 0-12 0-0) referto | Tychy Falcons | Miejski Stadion Lekkoatletyczny (400 spett.)\| Arbitro: \| Walentynowicz \| |
| Arbitro:                              | Walentynowicz      |                                    |               |                                                                             |

| Toruń 24 maggio 2015, ore 15:00 | Angels Toruń | 16 – 32 (0-6 10-6 6-6 0-14) referto | Wilki Łódzkie | Stadion Miejski (350 spett.)\| Arbitro: \| Karaś \| |
| Arbitro:                        | Karaś        |                                     |               |                                                     |

#### 8ª giornata
| Aleksandrów Łódzki 30 maggio 2015, ore 13:00 | Wilki Łódzkie | 12 – 42 (0-21 6-14 0-7 6-0) referto | Seahawks Sopot | Stadion MOSIR (300 spett.)\| Arbitro: \| Walentynowicz \| |
| Arbitro:                                     | Walentynowicz |                                     |                |                                                           |

| Varsavia 30 maggio 2015, ore 20:00 | Crusaders Warszawa | 17 – 0 (7-0 3-0 0-0 7-0) referto | Angels Toruń | DOSIR Praga Północ (250 spett.)\| Arbitro: \| Wiśnicki \| |
| Arbitro:                           | Wiśnicki           |                                  |              |                                                           |

| Cracovia 31 maggio 2015, ore 13:00 | Kraków Kings | 41 – 10 (7-0 14-3 7-0 13-7) referto | Silesia Rebels | Stadion DTS Tramwaj (250 spett.)\| Arbitro: \| Ratajczak \| |
| Arbitro:                           | Ratajczak    |                                     |                |                                                             |

| Lublino 31 maggio 2015, ore 14:00 | Tytani Lublin | 35 – 20 (14-14 14-0 7-6 0-0) referto | Saints Częstochowa | boisko boczne przy Arenie Lublin (300 spett.)\| Arbitro: \| Karaś \| |
| Arbitro:                          | Karaś         |                                      |                    |                                                                      |

#### 9ª giornata
| Toruń 4 giugno 2015, ore 15:00 | Angels Toruń | 14 – 31 (0-14 7-7 0-0 7-10) referto | Cougars Szczecin | Stadion Miejski (250 spett.)\| Arbitro: \| Karaś \| |
| Arbitro:                       | Karaś        |                                     |                  |                                                     |

| Tychy 6 giugno 2015, ore 14:00 | Tychy Falcons | 35 – 12 (6-6 7-0 14-0 8-6) referto | Silesia Rebels | Zespół Boisk Piłkarskich im. Alfreda Potrawy MOSIR (300 spett.)\| Arbitro: \| Rączkowski \| |
| Arbitro:                       | Rączkowski    |                                    |                |                                                                                             |

| Danzica 7 giugno 2015, ore 13:00 | Seahawks Sopot | 69 – 13 (21-13 27-0 13-0 8-0) referto | Crusaders Warszawa | Stadion Rugby AWF (300 spett.)\| Arbitro: \| Ratajczak \| |
| Arbitro:                         | Ratajczak      |                                       |                    |                                                           |

| Lublino 7 giugno 2015, ore 14:00 | Tytani Lublin | 12 – 31 (0-6 0-16 0-3 12-6) referto | Kraków Kings | Arena Lublin (200 spett.)\| Arbitro: \| Żołądek \| |
| Arbitro:                         | Żołądek       |                                     |              |                                                    |

#### 10ª giornata
| Stettino 13 giugno 2015, ore 12:00 | Cougars Szczecin | 23 – 0 (7-0 3-0 0-0 13-0) referto | Crusaders Warszawa | MOSRiR Szczecin (100 spett.)\| Arbitro: \| Karaś \| |
| Arbitro:                           | Karaś            |                                   |                    |                                                     |

| Katowice 13 giugno 2015, ore 14:30 | Silesia Rebels | 26 – 0 (6-0 13-0 0-0 7-0) referto | Saints Częstochowa | MOSIR Szopienice (150 spett.)\| Arbitro: \| Rączkowski \| |
| Arbitro:                           | Rączkowski     |                                   |                    |                                                           |

| Pabianice 14 giugno 2015, ore 14:00 | Wilki Łódzkie | 26 – 6 (6-0 0-6 6-0 14-0) referto | Angels Toruń | PTC Pabianice (250 spett.)\| Arbitro: \| Walentynowicz \| |
| Arbitro:                            | Walentynowicz |                                   |              |                                                           |

#### 11ª giornata
| Tychy 20 giugno 2015, ore 14:00 | Tychy Falcons | 41 – 0 (13-0 12-0 0-0 16-0) referto | Tytani Lublin | Zespół Boisk Piłkarskich im. Alfreda Potrawy MOSIR (150 spett.)\| Arbitro: \| Rączkowski \| |
| Arbitro:                        | Rączkowski    |                                     |               |                                                                                             |

| Pruszków 20 giugno 2015, ore 18:00 | Crusaders Warszawa | 20 – 47 (0-6 7-12 7-12 6-17) referto | Seahawks Sopot | Znicz Pruszków - boczne boisko (150 spett.)\| Arbitro: \| Karaś \| |
| Arbitro:                           | Karaś              |                                      |                |                                                                    |

| Częstochowa 21 giugno 2015, ore 14:00 | Saints Częstochowa | 6 – 26 (0-7- 0-19 6-0 0-0) referto | Kraków Kings | Miejski Stadion Lekkoatletyczny (100 spett.)\| Arbitro: \| Walentynowicz \| |
| Arbitro:                              | Walentynowicz      |                                    |              |                                                                             |

| Poznań 21 giugno 2015, ore 17:30 | Cougars Szczecin | 36 – 42 (9-0 13-14 7-0 7-28) referto | Wilki Łódzkie | Stadion POSIR Golęcin (100 spett.)\| Arbitro: \| Radziński \| |
| Arbitro:                         | Radziński        |                                      |               |                                                               |

### Classifiche
Le classifiche della regular season sono le seguenti:
- PCT = percentuale di vittorie, G = partite giocate, V = partite vinte,  P = partite perse, PF = punti fatti, PS = punti subiti

#### Girone Nord
| Pos. | Squadra            | PCT   | G | V | P | PF  | PS  |
| ---- | ------------------ | ----- | - | - | - | --- | --- |
| 1    | Seahawks Sopot     | 1.000 | 8 | 8 | 0 | 408 | 94  |
| 2    | Wilki Łódzkie      | .625  | 8 | 5 | 3 | 173 | 219 |
| 3    | Cougars Szczecin   | .375  | 8 | 3 | 5 | 168 | 184 |
| 4    | Crusaders Warszawa | .375  | 8 | 3 | 5 | 116 | 199 |
| 5    | Angels Toruń       | .125  | 8 | 1 | 7 | 63  | 232 |

#### Girone Sud
| Pos. | Squadra            | PCT  | G | V | P | PF  | PS  |
| ---- | ------------------ | ---- | - | - | - | --- | --- |
| 1    | Kraków Kings       | .875 | 8 | 7 | 1 | 251 | 88  |
| 2    | Tychy Falcons      | .750 | 8 | 6 | 2 | 204 | 103 |
| 3    | Silesia Rebels     | .500 | 8 | 4 | 4 | 156 | 195 |
| 4    | Tytani Lublin      | .250 | 8 | 2 | 6 | 119 | 230 |
| 5    | Saints Częstochowa | .125 | 8 | 1 | 7 | 76  | 190 |

## Playoff

### Tabellone
|  | Semifinali | Semifinali     | Semifinali |              |    | VIII PLFA I Finał | VIII PLFA I Finał | VIII PLFA I Finał |  |
|  |            |                |            |              |    |                   |                   |                   |  |
|  | 1N         | Seahawks Sopot | 27         |              |    |                   |                   |                   |  |
|  | 1N         | Seahawks Sopot | 27         |              |    |                   |                   |                   |  |
|  | 2S         | Tychy Falcons  | 16         |              |    |                   |                   |                   |  |
|  | 2S         | Tychy Falcons  | 16         |              | 1N | Seahawks Sopot    | 26                |                   |  |
|  |            |                |            |              | 1N | Seahawks Sopot    | 26                |                   |  |
|  |            |                | 1S         | Kraków Kings | 36 |                   |                   |                   |  |
|  | 1S         | Kraków Kings   | 1S         | Kraków Kings | 36 | 49                |                   |                   |  |
|  | 1S         | Kraków Kings   |            |              |    |                   |                   |                   |  |
|  | 2N         | Wilki Łódzkie  | 0          |              |    |                   |                   |                   |  |

### Semifinali
| Danzica 4 luglio 2015, ore 13:00 | Seahawks Sopot | 27 – 16 (6-0 21-8 0-8 0-0) referto | Tychy Falcons | Stadio del rugby AWF (200 spett.)\| Arbitro: \| Żołądek \| |
| Arbitro:                         | Żołądek        |                                    |               |                                                            |

| Cracovia 5 luglio 2015, ore 14:00 | Kraków Kings  | 49 – 0 (7-0 21-0 14-0 7-0) referto | Wilki Łódzkie | DTS Tramwaj (600 spett.)\| Arbitro: \| Walentynowicz \| |
| Arbitro:                          | Walentynowicz |                                    |               |                                                         |

### VIII PLFA I Finał
| Gdynia 18 luglio 2015, ore 1:00 | Seahawks Sopot | 26 – 36 (7-3 13-13 6-6 0-14) referto | Kraków Kings | Stadio Nazionale del Rugby (600 spett.)\| Arbitro: \| Radziński \| |
| Arbitro:                        | Radziński      |                                      |              |                                                                    |

## VIII PLFA I Finał
L'VIII PLFA I Finał è stata disputata il 18 luglio 2015 . L'incontro è stato vinto dai Kraków Kings sui Seahawks Sopot con il risultato di 36 a 26.

## Spareggi retrocessione
| Lublino 25 ottobre 2015 | Tytani Lublin | 20 – 0 (a tavolino) referto | Dragons Zielona Góra |  |

| Piastów 25 ottobre 2015, ore 12:00 | Crusaders Warszawa | 13 – 42 (0-7 6-21 7-7 0-7) referto | Gliwice Lions | MOSIR Piastów\| Arbitro: \| Jurzyk \| |
| Arbitro:                           | Jurzyk             |                                    |               |                                       |

## Verdetti
- Kraków Kings Campioni della PLFA I 2015
- Crusaders Warszawa retrocessi
- Tytani Lublin non retrocessi